# Malte
Malte ist ein männlicher Vorname deutsch-dänischer Herkunft und stellt vermutlich eine Kurzform des althochdeutschen, heute nicht mehr gebräuchlichen Namens Helmolt beziehungsweise Helmold dar. Helmolt setzt sich aus den althochdeutschen Begriffen helm (Helm, (Be-)Deckung, Schutz) und waltan (walten, herrschen) zusammen, so dass der Name Malte dann etwa „herrschender Beschützer“ oder „Beschützer und Herrscher“ bedeutet.
Die Kürzung des Namens Helmolt fand vermutlich im Mittelalter statt. Belegt ist, dass er in Dänemark seit dem 12. Jahrhundert verwendet wird und bald darauf über Schonen auch in Schweden, zu der die Provinz in späteren Zeiten gehörte, Einzug hielt. Heute ist der Name auch in Norddeutschland verbreitet. Im Dänischen findet er sich gelegentlich als Malthe oder in der älteren Form Molte.

## Namenstag
In Schweden ist der Namenstag von Malte der 28. November.

## Bekanntheit
Bekannt wurde der Name 1910 durch Rainer Maria Rilkes Roman Die Aufzeichnungen des Malte Laurids Brigge. Gegenwärtig wird der Name in Norddeutschland häufiger ausgewählt.

## Namensträger

### Vorname

#### Malte
- Malte Abelmann-Brockmann (* 1995), deutscher Handballspieler
- Malte Arkona (* 1978), deutscher Fernsehmoderator
- Malte Beermann (* 1992), deutscher Fußballspieler
- Malte Borsdorf (* 1981), deutsch-österreichischer Schriftsteller
- Malte Braack (* 1966), deutscher Mathematiker und Hochschullehrer
- Malte Brettel (* 1967), deutscher Wirtschaftswissenschaftler und Universitätsprofessor
- Malte Brinkmann (* 1966), deutscher Pädagoge und Professor für Allgemeine Erziehungswissenschaft
- Malte Bühring (1939–2014) war ein, deutscher Internist und Professor für Naturheilkunde
- Malte Burba (* 1957), deutscher Blechblas-Theoretiker, Musiker und Komponist
- Malte Dahrendorf (1928–2008), deutscher Kinderbuch- und Jugendbuchforscher und Hochschullehrer
- Malte Diesselhorst (1928–2012), deutscher Rechtswissenschaftler und Hochschullehrer
- Malte Donker (* 1998), deutscher Handballspieler
- Malte Drescher (* 1975), deutscher Physiker und Chemiker
- Malte Dürrschnabel (* 1982), deutscher Musiker des Modern Jazz (Alt- und Sopransaxophon, Flöte, Klarinette)
- Malte Ebert (* 1994), dänischer Musiker
- Malte Michael Faber (* 1938), deutscher Wirtschaftswissenschaftler
- Malte Friedrich (* 1969), deutscher Schauspieler
- Malte Giesen (* 1988), deutscher Komponist
- Malte Grashoff (* 1992), deutscher Fußballspieler
- Malte Herwig (* 1972), deutscher Journalist und Autor
- Malte Hesse (* 1992), Teil des deutschen YouTube-Duos BrokenThumbs
- Malte Holschen (* 1981), deutscher Volleyball- und Beachvolleyballspieler
- Malte Hossenfelder (1935–2011), deutscher Philosoph und Latinist
- Malte Jaeger (1911–1991), deutscher Schauspieler
- Malte Kaluza (* 1974), deutscher Professor für Physik und Cellist
- Malte Karbstein (* 1998), deutscher Fußballspieler
- Malte Kreutzfeldt (Regisseur) (* 1969), deutscher Theaterregisseur
- Malte Kreutzfeldt (Journalist) (* 1971), deutscher Journalist
- Malte C. Lachmann (* 1989), deutscher Theaterregisseur
- Malte Ludin (* 1942), deutscher Regisseur und Produzent
- Malte Mårtensson (1916–1973), schwedischer Fußballspieler
- Malte Metzelder (* 1982), deutscher Fußballspieler
- Malte Mienert (* 1975), deutscher Psychiater und Autor
- Malte Mohr (* 1986), deutscher Stabhochspringer
- Malte Müller-Wrede (* 1964), deutscher Rechtsanwalt, Herausgeber und Autor
- Malte Neidhardt (1932–1988), deutscher Pädiater und Onkologe
- Malte Neumann (* 1968), deutscher Musiker
- Malte Olschewski (1940–2022), österreichischer Journalist und Autor
- Malte Persson (* 1976), schwedischer Schriftsteller und Übersetzer
- Malte Petzel (1930–1972 in Dortmund), deutscher Schauspieler, Regisseur und Hörspielsprecher
- Malte Prietzel (* 1964), deutscher Historiker
- Malte zu Putbus (1889–1945), deutscher Großgrundbesitzer, als vermeintlicher Verschwörer um das Attentat vom 20. Juli 1944 hingerichtet
- Malte Friedrich zu Putbus  (1725–1787), Graf und Herr zu Putbus, Hofgerichtspräsident
- Malte Refardt (* 1974), deutscher Fagottist
- Malte Roeper (* 1962), deutscher Autor, Regisseur, Dokumentarfilmer, Dramaturg und Bergsteiger
- Malte Rolf (* 1970), deutscher Historiker
- Malte Rühmann (1960–2008), deutscher Komponist, Pianist und Organist
- Malte Sartorius (1933–2017), deutscher Maler, Grafiker und Zeichner
- Malte Schaefer (* 1970), deutscher Bratscher und Sänger
- Malte Schiller (* 1982), deutscher Jazzmusiker (Saxophone, Klarinette, Querflöte)
- Malte Schröder (* 1987), deutscher Handballspieler
- Malte Schwarz (* 1989), deutscher Basketballspieler
- Malte Seifert (* 1985), deutscher Eishockeyspieler
- Malte S. Sembten (1965–2016), deutscher Schriftsteller, Herausgeber und Illustrator
- Malte Semisch (* 1992), deutscher Handballspieler
- Malte Spitz (* 1984), deutscher Politiker (Bündnis 90/Die Grünen)
- Malte Spohr (* 1958), deutscher Künstler
- Malte Stiel (* 1990), deutscher Volleyball- und Beachvolleyballspieler
- Malte Stieper (* 1974), deutscher Rechtswissenschaftler und Hochschullehrer
- Malte Sundermann (* 1983), deutscher Schauspieler
- Malte Thießen (* 1974), deutscher Historiker
- Malte Thomsen (* 1993), deutscher Schauspieler
- Malte Thorsten (* 1951), deutscher Schauspieler
- Malte Urban (* 1974), deutscher Radrennfahrer
- Malte Welding (* 1974), deutscher Autor, Kolumnist und Blogger
- Malte Wirtz (* 1979), deutscher Regisseur, Autor und Komiker
- Malte Ziegenhagen (* 1991), deutscher Basketballspieler

Zweitname
- Jan Malte Andresen (* 1972), deutscher Fernseh- und Hörfunkmoderator und freier Journalist
- Jens Malte Fischer (* 1943), deutscher Kulturwissenschaftler und Publizist
- Wilhelm Malte I. (1783–1854), deutscher Fürst zu Putbus
- Wilhelm Malte II. Reichsgraf von Wylich und Lottum (1833–1907), deutscher Fürst

#### Malthe
- Malthe Conrad Bruun (1775–1826 in Paris), dänisch-französischer Geograf
- Malthe Miehe-Renard (* 1991), dänischer Schauspieler, Drehbuchautor und Filmeditor
- Malthe Christian Møller (1771–1834), dänischer Schriftsteller und Zeitschriftenverleger

### Familienname
- Conrad Malte-Brun (Malthe Conrad Bruun; 1775–1826), dänisch-französischer Geograf
- Victor-Adolphe Malte-Brun (1816–1889), französischer Geograf und Kartograf